# Radiogrammitis ornatissima
Radiogrammitis ornatissima är en stensöteväxtart som först beskrevs av Eduard Rosenstock, och fick sitt nu gällande namn av Barbara S. Parris. Radiogrammitis ornatissima ingår i släktet Radiogrammitis och familjen Polypodiaceae. Inga underarter finns listade.